# Jumbo (In Tha Modern World)
„Jumbo (In Tha Modern World)“ je píseň velšského hudebníka a hudebního skladatele Johna Calea. Poprvé vyšla v červnu 2006 jako singl, nikdy však na jakémkoliv studiovém albu. Singl vyšel pouze v digitální formě, nikoliv však na CD ani na vinylové desce. Pro rozhlasové diskžokeje byl singl vydán i na CD, přičemž vedle této písně obsahoval i její instrumentální, nikde jinde nedostupnou, verzi. Autorem obalu singlu je Rick Myers. K písni byl natočen i videoklip režírovaný společností Minivegas.
Hudbu i text k písni složil Cale, který je rovněž jejím aranžérem, a produkoval ji Cale spolu s Mickeym Petraliou.
V únoru 2007 vyšla píseň jako bonusový singl k LP alba Circus Live, přičemž na jeho straně B byl remix skladby „Gravel Drive“.
Na bicí v písni hrál Danny Frankel. Ten o písni řekl, že kvůli vlivu Maureen Tuckerové (hrála s Calem ve skupině The Velvet Underground) postavil svou bicí soupravu podle jejího vzoru. Dále se na nahrávce podílel například baskytarista Juan Alderete, člen skupiny The Mars Volta, a Caleův častý spolupracovník Dustin Boyer.

## Obsazení
- John Cale – zpěv, klávesy, klavír, kytara, aranžmá, produkce
- Dustin Boyer – kytara
- Danny Frankel – bicí, perkuse
- Juan Alderete De Peña – baskytara
- Herb Graham Jr. – syntezátor (Prophet)
- Mickey Petralia – koproducent, zvukový inženýr (mixing)
- Scott Gutierrez – zvukový inženýr (nahrávání)
- Max Dingel – zvukový inženýr (nahrávání a mixing)